# Adolf Barnekow
Adolf Gabriel Barnekow, född 21 oktober 1838 i Köpinge församling, Kristianstads län, död 18 juli 1924 i Kristianstad, var en svensk greve, godsägare och riksdagsman. Han var sonson till Christian Barnekow och far till Ragnar Barnekow.
Barnekow ägde godset Sörbytorp i Sörby socken. Han var ledamot av riksdagens första kammare 1885-1890, invald i Kristianstads läns valkrets.